# Ivano Bordon
Ivano Bordon (ur. 13 kwietnia 1951 w Wenecji) – włoski piłkarz, grający na pozycji bramkarza.
Bordon rozpoczął zawodową karierę w 1970 roku, kiedy to został zawodnikiem Interu Mediolan. Grał w nim przez 13 lat i ma na swoim koncie 382 występy w barwach drużyny z Mediolanu. Później został zawodnikiem Sampdorii, Sanremese i Brescii Calcio.
Wystąpił na Mundialu w 1978 i na mistrzostwach świata w 1982 roku. Łącznie dla włoskiej reprezentacji rozegrał 21 spotkań.